# Voltage Controlled
Voltage Controlled är den Umeåbaserade electrogruppen Kpists debutalbum, utgivet 1997 på skivbolaget North of No South Records. Från skivan släpptes singlarna Firecracker (1997) och Helicopter (1997).
Skivan producerades av Pelle Henricsson, Per Helin och Kpist. Låten "Introduction" producerades av Anders Lind och spelades in av Henrik Oja och Mats Hammarström.
Voltage Controlled är ett dubbelalbum där den andra skivan utgörs av 88 ljudsamplingar för att lyssnaren ska kunna göra sin egen Kpist-musik. Skivan innehåller också bilder, logotyper, affischer och omslag, med syftet att lyssnaren ska kunna använda dem för att skapa eget material utan licens- eller kopieringsskyddsbegränsningar.
Låten "Ocean" användes i filmen Vuxna människor och finns även med på soundtracket.

## Låtlista

### CD 1
1. "Introduction"
2. "Videogamer"
3. "Dislikable Atmosphere"
4. "Helicopter"
5. "Ocean"
6. "Uncle Sam"
7. "Firecracker"
8. "Outer Space"
9. "Voltage Controlled"
10. "Analog Master"
11. "The Rogue"
12. "Belly Dancer"
13. "Cocmoc"
14. "Bombin Berlin"
15. "Gypsyland"

### CD 2
1. "88 Audios Samples Plus More"

## Personal
- Mats Hammarström - inspelning ("Introduction")
- Per Helin - producent, inspelning
- Pelle Henricsson - producent, mixning, mastering, inspelning
- Markus Kärnebo - medverkande musiker
- Anders Lind - medverkande musiker, producent ("Introduction")
- Henrik Oja - inspelning ("Introduction")
- Elias Warg - medverkande musiker

### Fotnoter
1. 1 2 3  ”Voltage Controlled”. Discogs.com. http://www.discogs.com/K-Pist-Voltage-Controlled/release/1415693. Läst 10 maj 2012.
2. 1 2  ”Kpist”. Svensk mediedatabas. http://smdb.kb.se/catalog/search?q=k-pist&x=0&y=0. Läst 10 maj 2012.